# Inventur (Günter Eich)

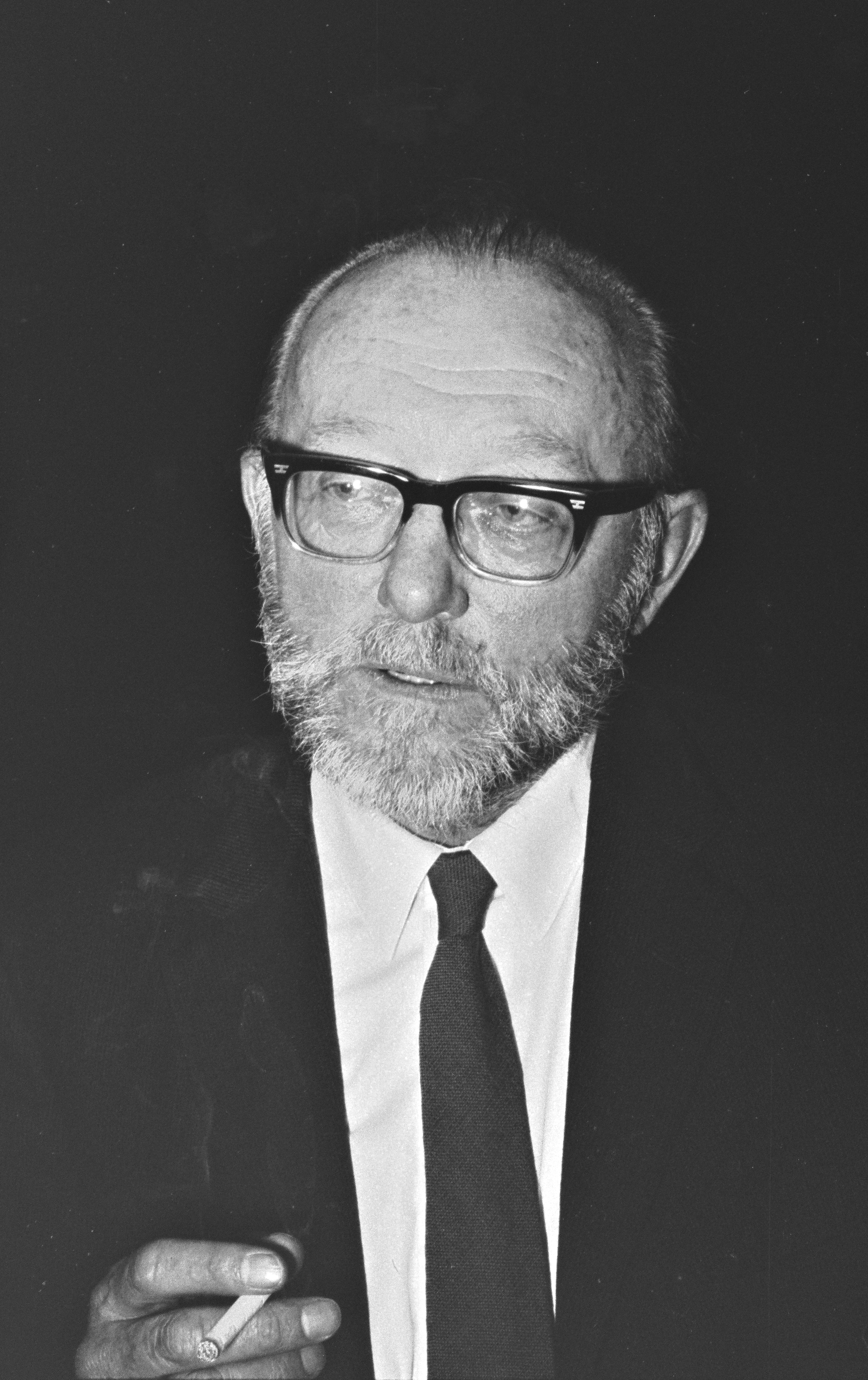
Günter Eich, 1967

Inventur ist ein Gedicht des deutschen Lyrikers Günter Eich. Es entstand, ausgehend von Eichs Erfahrungen in einem Kriegsgefangenenlager, zwischen 1945 und 1946, wurde erstmals 1947 publiziert und 1948 in Eichs erste Gedichtsammlung der Nachkriegszeit Abgelegene Gehöfte aufgenommen. Das Gedicht fängt die Stimmung der unmittelbaren Nachkriegszeit ein. Darin zählt ein Mensch mit einfachen Worten seine geringen Habseligkeiten auf. Alltagsgegenstände werden für ihn zu kostbaren Besitztümern; eine Bleistiftmine, mit der er Gedichte schreibt, ist sein wertvollstes Gut. Der realistische, zeitbezogene Inhalt und die lakonische, karge Sprache machten Inventur zu einem der bekanntesten Beispiele der Lyrik der Kahlschlags- oder Trümmerliteratur. Es gilt als eines der wichtigsten deutschen Nachkriegsgedichte.

## Inhalt
Das Gedicht beginnt mit den Versen:
„Dies ist meine Mütze,

dies ist mein Mantel,

hier mein Rasierzeug

im Beutel aus Leinen.“

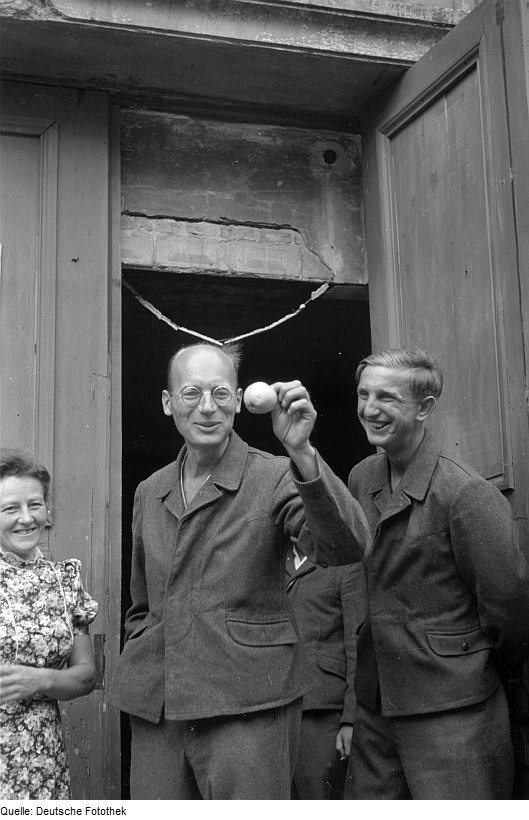
Heimkehrer aus Kriegsgefangenschaft 1946, Foto von Abraham Pisarek

Im weiteren Verlauf zählt das lyrische Ich weitere Gegenstände seiner Habe auf: eine Konservenbüchse, die als Teller wie Becher dient, und in die es mit einem „kostbaren“ Nagel seinen Namen geritzt hat. Im Brotbeutel befinden sich Socken
„und einiges, was ich

niemand verrate,“
und was in der Nacht als Kopfkissen verwendet wird. Der am meisten geliebte Besitz ist eine Bleistiftmine.
„Tags schreibt sie mir Verse,

die nachts ich erdacht.“
Zum Abschluss werden weitere Gegenstände des Inventars aufgezählt: Notizbuch, Zeltbahn,
„dies ist mein Handtuch,

dies ist mein Zwirn.“

## Textanalyse
Das Gedicht besteht aus sieben Strophen, die jeweils vier Verse enthalten. Es folgt keinem spezifischen Versmaß und enthält keinen Reim; aufgrund von häufigen Enjambements sind die Verse „offen“. Die Sätze sind in Parataxe gereiht. Die lakonische Sprache verwendet kaum rhetorische Stilmittel, keine Metaphern. Im Fokus stehen Substantive, die selten durch Attribute wie Adjektive näher bestimmt werden. Die einfachen Verben benennen zumeist lediglich die Funktion der Gegenstände. In der kargen Sprache fällt der Superlativ „am meisten“ (V. 22) aus dem Rahmen.
Das lyrische Ich wird in Bezug auf Alter und Herkunft nicht näher spezifiziert. Seine Lebensumstände treten durch die Aufzählung seiner Habe mittelbar zutage. Verstärkt wird der Bezug des Besitzes zur Person durch das Possessivpronomen „mein“ (vgl. V. 1-3). Durch das Demonstrativpronomen „dies“, zum Teil als Anapher gereiht (vgl. V. 25-28), sowie das Adverb „hier“ (V. 9) wird aus der bloßen Aufzählung ein demonstratives Herzeigen der Gegenstände.
Für Hans Helmut Hiebel sind die Verse trotz der fehlenden Metrik nicht prosaisch. Durch die Kürze der Zeilen entstehe ein Rhythmus, jeder Vers bestehe aus zwei Hebungen in einem Trochäus, Jambus oder Daktylus. Die syntaktischen Parallelen sorgen für einen einheitlichen Klang, die gleichförmigen Satzbildungen führen zu einem grammatischen Reim. Hiebel fühlte sich an die Satzmelodien Ernest Hemingways erinnert.
Jürgen Zenke sah das Gedicht dreigeteilt. In der klaren Struktur der ersten Strophe werde das Thema der Inventur eingeleitet, in den folgenden fünf Binnenstrophen im fließenden Rhythmus ausgestaltet, während die Schlussstrophe das Thema und die Form der ersten Strophe als Reprise wieder aufgreife. Die vierte Strophe bilde den Kulminationspunkt des symmetrisch gebauten Gedichts. Hier sei statt von explizit hergezeigten Gegenständen von Verborgenem die Rede. Auf dem Weg zu dieser Symmetrieachse verschleife sich die Zeilenstruktur durch Enjambements immer mehr, die betonten Vokale werden immer dunkler, im zweiten Teil festige sich die Struktur wieder, die Vokalfarbe helle auf. In der zweiten und dritten Strophe komme es zu lautmalerischen e-Häufungen bei der blechernen Konservendose, zu i-Häufungen beim quietschenden Eingravieren des Namens. Das Gedicht steigere sich in einem sprach-rhythmischen Crescendo bis zur mittleren Strophe, die den Höhepunkt des lyrischen Ausdrucks bilde, und ebbe anschließend in einem Decrescendo wieder ab. Weiterhin analysierte Zenke, dass von den 28 Versen des Gedichts genau die Hälfte auftaktlos mit einer Hebung beginne. Davon befinde sich wiederum die Hälfte in den beiden Eckstrophen, während die übrigen sieben Verse in den Binnenstrophen eine zentrale Rolle einnehmen. In ihnen werde das Thema des Schreibens gestaltet.

## Interpretation

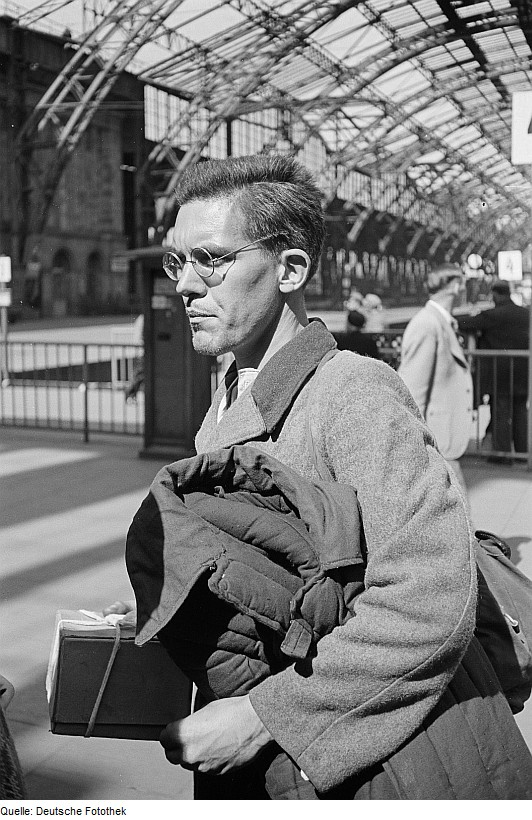
Heimkehrer aus Kriegsgefangenschaft mit seinem Gepäck 1950 in Leipzig, Foto von Roger und Renate Rössing

Jürgen Zenke fasste den Inhalt des Gedichts zusammen im Satz: „Ein Kriegsgefangener benennt seine kostbaren Habseligkeiten“. Die Alltagsdinge des Internierten, so Hans-Ulrich Treichel, werden überhöht zu einer existenziellen Bedeutung. Aus ihnen entstehe eine Welt, die nicht nur die Lebenswirklichkeit des Gefangenen sei, sondern auch eine Gegenwelt zu den traumatischen Erfahrungen des Zweiten Weltkriegs. Aus den erdrückenden Fragen nach Schuld und Unschuld, Tätern und Opfern, der Verquickung in die Geschichte ziehe sich das Individuum in die Besinnung auf das unmittelbar Verfügbare zurück.
Hans Helmut Hiebel führte weiter aus: die nationalsozialistische Gesellschaft sei am Ende des Zweiten Weltkriegs zerfallen, die sozialen Bande zerstört, der Einzelne vereinzelt und isoliert, zurückgeworfen auf sich und seine verbliebene Habe. Deren Aufzählung rücke erst ihre Geringfügigkeit ins Bewusstsein. Augenscheinlich sei das Fehlen jedes Erinnerungsstücks, Fotos oder sonstigen Überrests einer sozialen Bindung. Der karge Besitz definiere sich über den funktionalen Nutzen und mache den Einzelnen autark. Die zu Kostbarkeiten gewordenen Alltagsgegenstände werden als Schutz gegen Diebstahl namentlich markiert, der Andere mit seinen „begehrlichen Augen“ werde als Bedrohung empfunden. Lebensmittel kommen im Gedicht nur durch ihre Abwesenheit vor: der Brotbeutel werde als Behälter für Socken zweckentfremdet.
Erst in der vorletzten Strophe werde unvermittelt ein Gefühl benannt: die Liebe des lyrischen Ichs zu seiner Bleistiftmine. Erst diese Emotion gestalte das Ich charakteristisch, mit ihr trete aus dem allgemeinen Typus des Heimkehrers, der einer unter Millionen sein könnte, ein Individuum hervor, das durch seinen literarischen Impuls eine Besonderheit erlange. Die Bleistiftmine ermögliche eine Form von Kommunikation, ein Bewusstsein der eigenen Lage, deren Verarbeitung in Literatur. Das Niederschreiben der „Verse“ werde zu einem Moment der Selbstreferenzialität, das Entstehen des Gedichts zu seinem eigenen Thema. Ina Hartwig sah in Inventur den Versuch, mit minimalen Möglichkeiten das Eigene aufrechtzuerhalten, und in seiner Konsequenz einen Triumph des Subjekts. In der materiellen und moralischen Niederlage stelle das Ich fest, dass es noch da sei, dass es denke, schreibe und das Schreiben liebe. Das Gedicht handle „[v]on der Rückeroberung einer unverlorenen Subjektivität“.

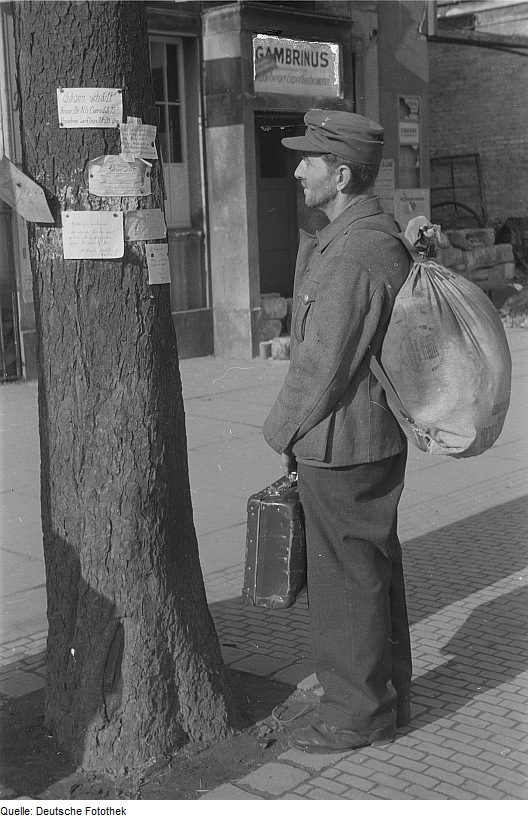
Heimkehrer aus Kriegsgefangenschaft 1946, Foto von Richard Peter

Gerhard Kaiser wies darauf hin, dass das Du im Gedicht fehle. Das Ich ziehe eine Grenze gegen das feindliche Außen, schotte sich in Selbstbehauptung und Stolz ab, das einzige Pronomen außer der ersten Person laute „niemand“. Selbst die Natur werde nur ein einziges Mal benannt und als ungastlich empfunden: „Erde“, gegen die eine Pappunterlage schützen müsse. Im gleichen Maße, wie sich das Ich äußere, verberge es sich auch. Der Inhalt des Brotbeutels bleibe geheimnisvoll. Er werde angesprochen, aber nicht verraten. Das Ich trete soweit hinter die Dinge zurück, dass sein Geheimnis nicht im Herzen, sondern im Beutel liege. In der Einsamkeit des Ichs werde der Sprache eine magische Wirkung zuteil. Die Markierung der Büchse mit dem eigenen Namen, die das Ich von der Welt trennende Pappe, die selbstständig schreibende Bleistiftmine werden zu Bildern der Dichtung als Wortmagie, die Bleistiftmine zur Anima des Mannes. Am Ende trete das Ich wieder hinter die Gegenstände zurück, doch über den Schöpfungsakt des Schreibens habe es eine Orientierung erhalten. „Zwirn“ laute das letzte Wort des Gedichts, und durch das schreibende Zusammennähen der Wirklichkeit werde im Chaos eine Ordnung sichtbar, lasse sich eine zukünftige Welt aufbauen.
Für Rolf Selbmann hatte das Ich sich den Gegenständen am Ende eingeschrieben. Es habe sie markiert und ihnen damit eine neue Qualität verliehen. Die Dinge, die anfänglich das Ich bestimmt hatten, werden am Ende durch den schöpferischen Prozess des Schreibens zu den Produkten des Ichs. Der Text demonstriere, dass es in Wahrheit niemals eine Stunde Null in der Literaturgeschichte gegeben habe. Bereits der Titel, der Verweis auf die kaufmännische Inventur, lege nahe, dass es nicht um die Markierung eines leeren Raums gehe, sondern um die Sichtung des noch Bestehenden. Aus den vorhandenen Dingen der eigenen Vergangenheit, den offen zur Schau gestellten wie den verborgenen, entstehe durch den dichterischen Schöpfungsakt ein neuer Selbstentwurf.

## Entstehungsgeschichte und Bezug zu anderen Werken

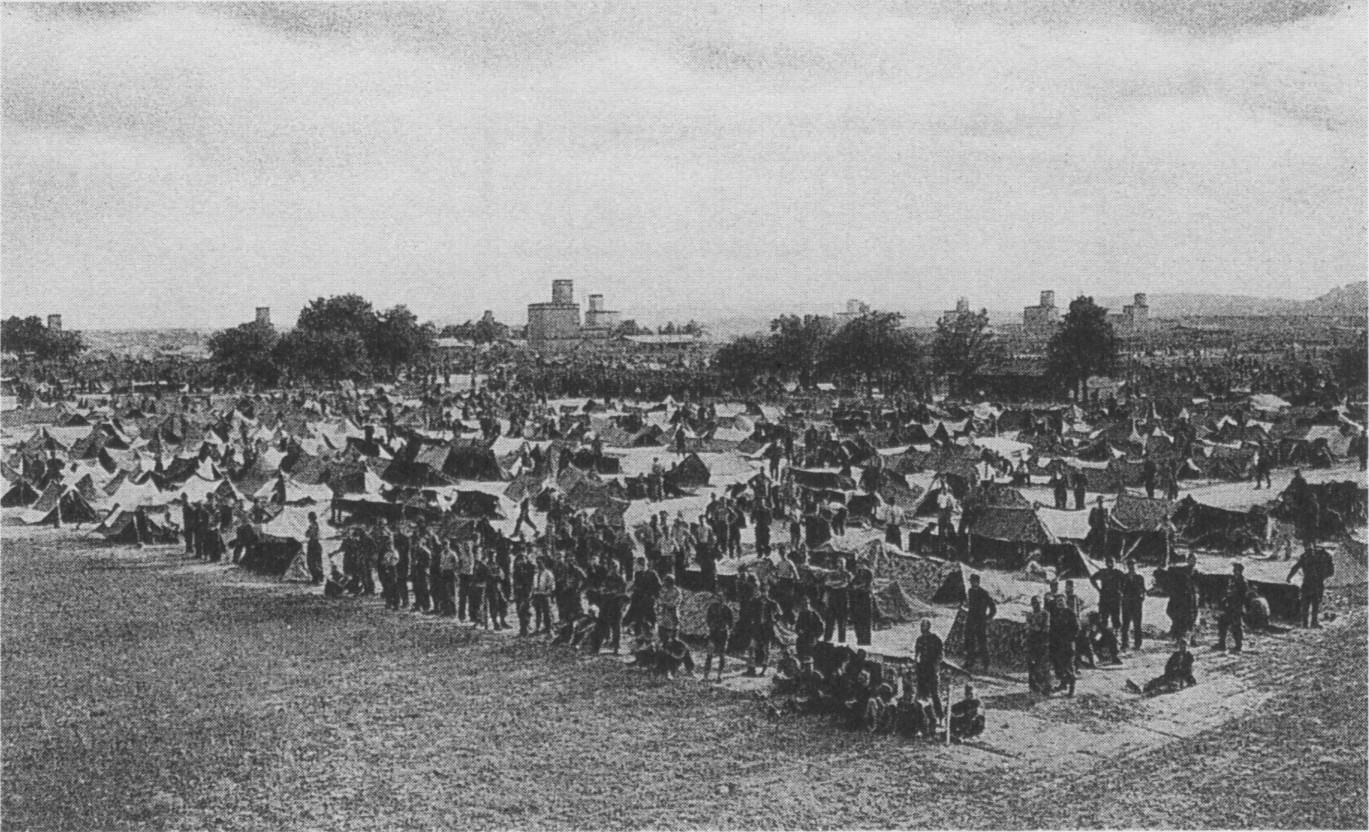
Kriegsgefangenenlager PWTE C-3 in Heilbronn 1945

Gegen Ende des Zweiten Weltkriegs wurde Günter Eich als Soldat der deutschen Wehrmacht von April bis Sommer 1945 im amerikanischen Kriegsgefangenenlager Goldene Meile bei Sinzig und Remagen interniert. Dort liegt der Ursprung einer Reihe von Gedichten, die die Kriegsgefangenschaft und den Lageraufenthalt zum Thema haben, so auch Inventur. Der genaue Entstehungszeitpunkt der Gedichte ist unbekannt. Ursprünglich ging die Forschung davon aus, die Gedichte seien direkt in der Kriegsgefangenschaft entstanden, spätere Angaben sind jedoch zurückhaltender und zeitlich grober. So datierte Axel Vieregg bei der Herausgabe der Gesammelten Werke Günter Eichs 1991 die „Lyrik der Kriegsgefangenschaft“ auf „1945/46“. Erstmals publiziert wurde Inventur 1947 in der Anthologie Deine Söhne, Europa. Gedichte deutscher Kriegsgefangener von Hans Werner Richter. 1948 folgte eine Veröffentlichung in Eichs Gedichtband Abgelegene Gehöfte. Nach der Erstpublikation in Richters Anthologie nahm Eich noch eine Änderung am Gedichttext vor. Lautete Vers 17 ursprünglich „so dient er als Kissen“, wurde die Stelle bereits in Abgelegene Gehöfte abgeändert zu „so dient es als Kissen“. Der eindeutige Bezug auf den Brotbeutel als Kopfkissen ist umgewandelt in den vagen Verweis auf „einiges“, den verheimlichten Inhalt des Beutels.
Für Gerhard Kaiser nahm Inventur in Eichs Werk eine herausgehobene Position ein. Sowohl in seinem Tonfall als auch seinem Stil hebe es sich deutlich von den anderen Gefangenschaftsgedichten ab. Während diese Pathos, Ironie, Melancholie oder Anklage beinhalteten, fehlten solche Elemente in der sprachlichen Lakonie von Inventur komplett. Dagegen wurde von vielen späteren Untersuchungen auf ein Gedicht des tschechischen Dichters Richard Weiner mit dem Titel Jean Baptiste Chardin verwiesen, das Inventur im Aufbau sehr ähnle. Die 1916 publizierte deutsche Übertragung beginnt mit den Versen:
„Dies ist mein Tisch,

Dies meine Hausschuh,

Dies ist mein Glas,

Dies ist mein Kännchen.

[…]“

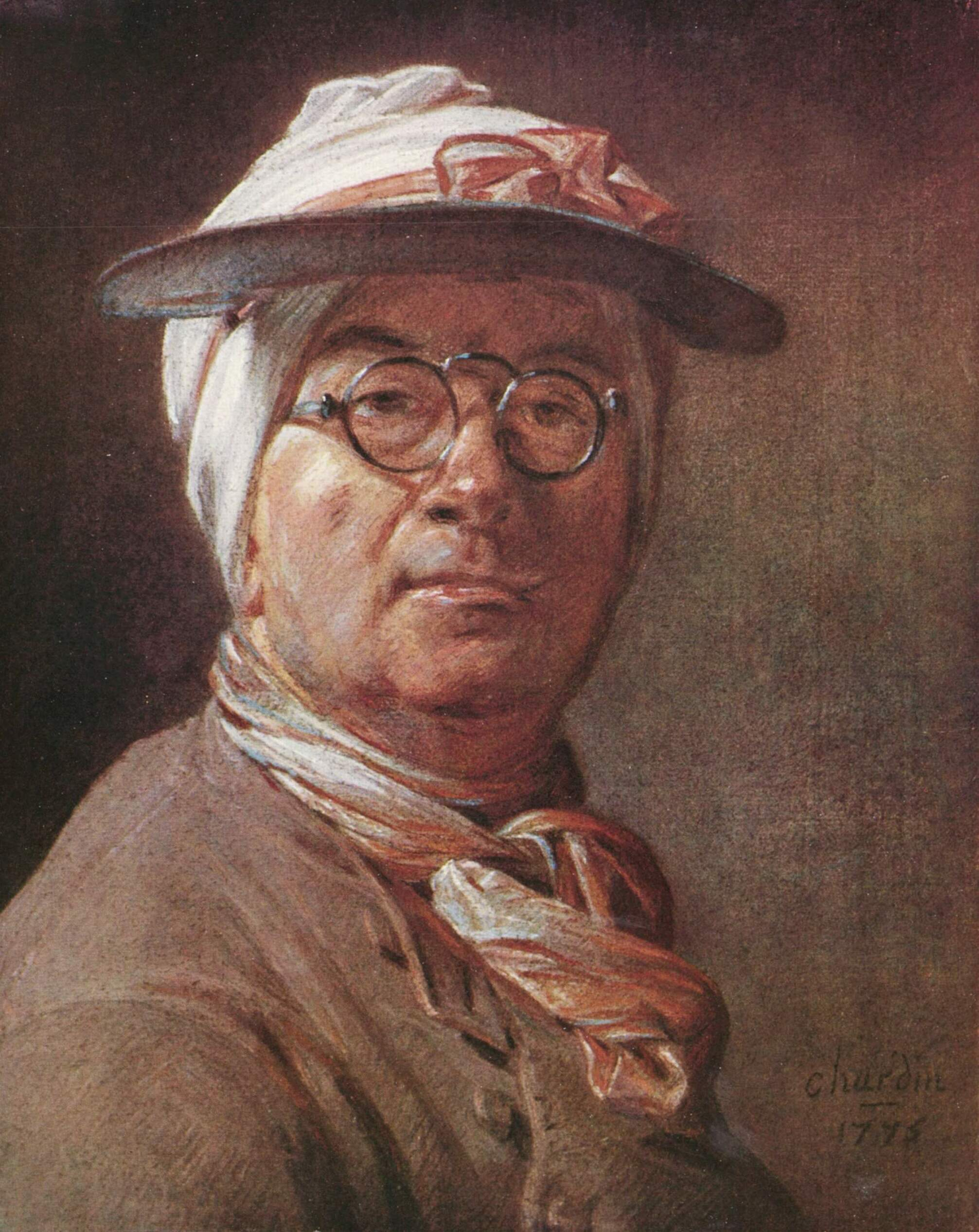
Selbstporträt mit Brille von Jean Siméon Chardin, 1775, Louvre, Paris

Gerhard Kaiser wies neben der formalen auf die inhaltliche Analogie der beiden Werke hin. Auch in Weimers Gedicht trete eine Person hinter einer Aufzählung ihres Besitzes zurück, der Maler Jean Siméon Chardin verberge sich hinter dem Bild eines Spießbürgers. Dennoch werde Eichs künstlerische Leistung durch die Ähnlichkeit mit dem früheren Gedicht nicht geschmälert. So fehle etwa in Weiners Aufzählung des zurückgezogenen Künstlerlebens die existenzielle Selbstbehauptung aus Inventur, das dennoch für Kaiser nicht im Gefangenenlager, sondern „im Literaturlabor, […] mit Vorlagen hantierend“ entstanden sei. Eich selbst bestritt dagegen stets, von der Existenz des Vorläufers gewusst zu haben. Unabhängig von Eichs Kenntnis des Vorläufers zog Hans-Ulrich Treichel aus Weiners Gedicht den Schluss, dass auch in der Literatur ein wirklicher, voraussetzungsloser Neuanfang nicht möglich sei.

## Rezeption
Günter Eichs Gedicht Inventur gilt als eines der bedeutendsten, teilweise das bedeutendste Gedicht der unmittelbaren Nachkriegsliteratur. Es wird auch als das Gedicht der „Stunde Null“ in Deutschland gewertet. Heinz Ludwig Arnold erkannte in ihm wie in Eichs anderem berühmten Nachkriegsgedicht Latrine „deutliche Signale von der veränderten Bewußtheit einer veränderten Welt“. Günter Kaiser bezeichnete Inventur als „poetologisches Gedicht“ und „das einzige mir bekannte deutsche Gedicht, das einen Punkt Null markiert“. Es sei ähnlich berühmt geworden wie Paul Celans Todesfuge.
Inventur wird oft als klassisches Beispiel der Kahlschlags- oder Trümmerliteratur zugerechnet. Diese kurzfristige Literaturströmung nach dem Zweiten Weltkrieg war prägend für die deutsche Nachkriegsliteratur und bestimmte auch die ersten Jahre der Gruppe 47, der Eich seit 1948 angehörte. Deren Leiter Hans Werner Richter stellte „die außerordentlichen Verse Günter Eichs, die er Inventur überschrieben hat“, an den Anfang des Almanachs der Gruppe zu ihrem 15-jährigen Bestehen 1962 und zitierte Wolfgang Weyrauch: „Die Kahlschlägler fangen in Sprache, Substanz und Konzeption von vorn an. […] Die Methode der Bestandsaufnahme. Die Intention der Wahrheit. Beides um den Preis der Poesie. Wo der Anfang der Existenz ist, ist auch der Anfang der Literatur.“ Als Eich allerdings 1950 den ersten Preis der Gruppe 47 entgegennahm, hatte sich seine Lyrik vom Kahlschlag bereits wieder hin zu einer vielschichtigeren, modernen Naturlyrik entfernt. Inventur blieb sein bekanntestes Gedicht. Das Gedicht wurde vielfach in Schulbüchern gedruckt und im Schulunterricht besprochen. Dennoch nahm Eich, der sich ansonsten nachträglich gegen jene seiner Werke verwahrte, die von der Öffentlichkeit als eingängig und leicht verwertbar vereinnahmt wurden, das Gedicht 1972 in seine selbst zusammengestellte Werkauswahl Ein Lesebuch auf.
Eichs Gedicht wurde mehrfach von anderen Schriftstellern adaptiert. Kurt Drawerts Zweite Inventur beschrieb 1987 den Rückzug in die hermetisch abgeschlossene Welt der Gegenstände in der eigenen Wohnung. Michael Bauers Inventur wurde 1993 zum geschwätzigen Vorzeigen der Statussymbole der Informationsgesellschaft. In Philadelphia wurde 1989 ein modernes Tanzstück nach Eichs Gedicht choreographiert.

### Veröffentlichungen
- Hans Werner Richter (Hrsg.): Deine Söhne, Europa. Gedichte deutscher Kriegsgefangener. Nymphenburger, München 1947, S. 17.
- Günter Eich: Abgelegene Gehöfte. Schauer, Frankfurt am Main, 1948, S. 38–39.

### Sekundärliteratur
- Gerhard Kaiser: Günter Eich: Inventur. Poetologie am Nullpunkt. In: Olaf Hildebrand (Hrsg.): Poetologische Lyrik. Gedichte und Interpretationen. Böhlau, Köln 2003, ISBN 3-8252-2383-3, S. 269–285. (Online als PDF-Datei)
- Jürgen Zenke: Günter Eich: Inventur. Poetische Ordnung als Ortung des Poeten. In: Walter Hinck (Hrsg.): Gedichte und Interpretationen. Band 6: Gegenwart. Reclams Universal-Bibliothek 7895. Reclam, Stuttgart 1982, ISBN 3-15-007895-4, S. 71–82.
- Hans Helmut Hiebel: Das Spektrum der modernen Poesie: Interpretationen deutschsprachiger Lyrik 1900–2000 im internationalen Kontext der Moderne, Teil 2. Königshausen & Neumann, Würzburg 2006, ISBN 3-8260-3201-2, S. 19–25.
- Rolf Selbmann: Günter Eichs „Inventur“ und die Poetik der Stunde Null. In: Sprachkunst. Beiträge zur Literaturwissenschaft. Nr. 38 (2007), 1. Halbband. S. 203–207.
- Hans-Ulrich Treichel: Kein Neuanfang. In: Marcel Reich-Ranicki (Hrsg.): Hundert Gedichte des Jahrhunderts. Insel, Frankfurt am Main 2000, ISBN 3-458-17012-X, S. 330–332.